# Groupe d'observateurs militaires de l'ONU pour l'Iran et l'Irak
Le Groupe d'observateurs militaires de l'ONU pour l'Iran et l'Irak (GOMNUII/UNIIMOG) a été  décidé par le 20 juillet 1987 par la  résolution 598 du Conseil de sécurité des Nations unies, puis mis en place par la résolution 618 du 9 août 1988. Son mandat est de superviser l'application de l'accord de cessez-le-feu conclu en 1988 entre l'Iran et l'Irak.

## Pays participants[1]
| - Argentine - Autriche - Australie - Bangladesh - Canada - Danemark - Finlande - Ghana - Hongrie | - Inde - Indonésie - Irlande - Italie - Kenya - Malaisie - Nouvelle-Zélande - Nigeria - Norvège | - Pérou - Pologne - Sénégal - Suède - Turquie - Uruguay - Yougoslavie - Zambie |

## Médaille du GOMNUII

Ruban de la médaille GOMNUII

Le ruban est composé de sept bandes : vert (3 mm), blanc (3 mm), rouge (3 mm), bleu ONU (17 mm), rouge (3 mm), blanc (3 mm) et noir (3 mm). Cette médaille était décernée en reconnaissance de 90 jours de service entre le 9 août 1988 et le 28 février 1991.